# Modèle biomédical
 (novembre 2012).
Si vous disposez d'ouvrages ou d'articles de référence ou si vous connaissez des sites web de qualité traitant du thème abordé ici, merci de compléter l'article en donnant les références utiles à sa vérifiabilité et en les liant à la section « Notes et références ».
Le modèle biomédical de la médecine a été depuis environ le milieu du XIXe siècle le modèle prédominant en médecine. Il est utilisé en médecine pour diagnostiquer, comprendre et traiter des pathologies. La prise en charge est centrée sur la maladie au sens général et non sur le malade comme cas particulier. Ce point de vue permet de gagner en rapidité de diagnostic et de prise en charge. Elle permet la création de groupes de patients et donc de protocoles de recherche.
La prise en charge est spécialisée et technique et en réseau. Après orientation par son médecin généraliste ou par les urgences, le patient est adressé à un médecin expert d'un type particulier de prise en charge qui focalise son attention sur la pathologie et utilise des démarches diagnostiques et thérapeutiques spécialisées.
D'après le modèle biomédical, la santé consiste en l'absence de maladie, de douleur ou d'anomalies biologiques. Ceci définit alors une condition humaine normale (non différente de la moyenne) de bonne santé. Ce modèle se concentre sur les processus physiques, comme l'anatomopathologie, la biochimie, la physiopathologie, la radiologie.
Il ne prend pas en compte le rôle des facteurs sociaux ou de la subjectivité individuelle.
La mauvaise prise en compte de l'environnement limite la prise en charge préventive et des récurrences des pathologies.

### Développement de ce modèle
- méthode anatomoclinique
- Physiopathologie
- génie biomédical

### Prises en compte des limites de ce modèle
- modèle biopsychosocial
- Handicap
- Santé publique